# SMS Westfalen (1908)
«Вестфален» (нем. SMS Westfalen) — линейный корабль типа «Нассау», входивший в состав Германского флота в 1909 — 1918 годах и принимавший участие в боевых действиях на море в период Первой мировой войны.

## Проект и особенности конструкции
Линейные корабли типа «Нассау» — первые германские линкоры-дредноуты, создававшиеся в качестве ответа на появление в составе британского флота родоначальника этого класса и последовавших за ним собратьев.
Несмотря на использование в качестве главной энергетической установки устаревших паровых машин, а также неудачного ромбического расположения артиллерии главного калибра, корабли отличались великолепной для своего времени подводной защитой и бронированием с применением ряда новейших технологий того времени. В частности, впервые в мировой практике, использовались металлические гильзы для зарядов главного калибра.

## Строительство
Наряду с первым кораблём серии, «Нассау» («Ersatz Bayern»), будущий «Вестфален» («Ersatz Sachsen») заказан по бюджету 1906 года. Заказ на постройку был выдан 30 октября 1906 года верфи AG Weser в Бремене, закладка киля состоялась 12 августа 1907 года, позже все остальных линкоров своего типа. 1 июля 1908 года корабль был спущен на воду, а 16 ноября 1909 года вошёл в состав флота. Строительство корабля обошлось в 36 920 тысяч золотых марок.

## Служба корабля
В ходе войны Westfalen наряду с другими кораблями своего типа активно участвовал в боевых действиях. 2-я дивизия (все корабли типа «Нассау») 1-й эскадры Хохзеефлота воевали и на Балтике, и далее в полном составе при Ютланде, где особенно активные боевые действия на их долю пришлись на ночную фазу боя. Сначала «Westfalen», «Nassau» и «Rheinland» расстреляли эсминец «Tipperary». Потом было столкновение «Nassau» и эсминца «Spitfire», где, ввиду предельно малой дистанции, эсминец оказался ниже сектора обстрела орудий ГК, но получил повреждения от дульных газов и с трудом ушёл. Сам «Westfalen» протаранил и потопил эсминец «Turbulent», а артиллерией также участвовал в потоплении эсминцев «Ardent» и «Fortune». После Ютланда участвовал в операции «Альбион». По окончании Первой мировой войны Westfalen передали Великобритании в качестве компенсации за часть затопленных в Скапа-Флоу немецких кораблей. Вскоре после этого линкор продали на металлолом и разобрали в промежутке между 1920 и 1924 годами.